# Jack Nelson (actor)
Jack Nelson (15 de octubre de 1882 – 10 de noviembre de 1948) fue un actor, director y guionista cinematográfico de nacionalidad estadounidense, activo principalmente en la época del cine mudo. A lo largo de su carrera actuó en más de 100 producciones estrenadas entre 1910 y 1935, dirigiendo 59 entre 1920 y 1935. 
Nacido en Memphis, Tennessee, además de su trayectoria en el cine, Nelson fue director del Capital Theatre en la localidad de North Bay, Ontario (Canadá), en la que falleció en 1948.

## Selección de su filmografía
- If My Country Should Call (1916)
- Undine (1916)
- When Do We Eat? (1918)
- The Haunted Bedroom (1919)
- After a Million (1924)
- Say It with Diamonds (1927)
- Tarzan the Mighty (1928)
- The Diamond Master (1929)